# 2006年中国南方水灾
2006年中国南方水灾指的是2006年7月14日至18日中国的福建、江西、湖南、广东、广西等省区遭受的洪涝灾害，其中湖南、广东的灾情最严重。
2006年7月14日起，強烈熱帶風暴碧利斯在福建登陆，由于碧利斯没有明显的台风中心，结构不完整，登陆后影响范围广、时间长，中国南方广大地区连降大暴雨， 致使广东、湖南、福建等多个省遭受特大洪涝灾害，导致众多的人员伤亡。其中受灾最严重的是广东粤北地区和湖南的郴州地区。京广铁路乐昌段部分路段因被水淹损毁，被迫中断运行，大批旅客滞留广州，部分列车改道京九铁路运行。

## 各地灾害
粤北地区是此次洪水灾害最严重的地区之一，武江水位暴涨，100多个村庄被淹，几十万人无家可归，据当地一些民众所述，一些低洼地区的村庄全部被水淹没，很多村民被大水冲走。韶关市区受水淹面积达50%以上，全城停水停电，由消防车供水，市民排着长龙取水，十多万市民被困家中，部分居民被困长达48小时。乐昌市城区亦被水淹，最深处达6米以上，街道一片汪洋。此外武江沿河两岸及武江区、浈江区、曲江区受灾亦非常严重。当局对新闻有所管制，香港的电视台对粤北水灾的报道时被切断电视信号，当地居民有传言：某些被毁村庄禁止媒体拍摄。已处于半废弃状态的原粤汉铁路坪石至乐昌段也被冲毁，而此前乐昌峡水利枢纽工程迟迟未能上马的原因正是这条旧线的战备需要。
湖南郴州、衡阳地区也是此次洪涝的重灾区。受“碧利斯”的影响，湖南省南部连降特大暴雨，引发了山洪暴发，江河水位暴涨，湘江出现自1994年以来最大的洪水，交通及通迅中断，超过10万人被洪水围困，造成多人死亡。

## 救灾情况
灾情发生后，驻当地的解放军、武警官兵投入到抢救民众的前线，一些群众亦自发地驾船营救被困群众。
7月22日国务院总理温家宝来到受灾最严重的湖南考察抗洪救灾工作，看望了受灾群众，对灾后重建工作进行部署。
洪水退后，卫生防疫部门对灾区进行消毒工作，防止疫情的暴发。各机关、企事业纷纷组织干部职工开展为灾区捐款捐物行动，这些捐款活动是领导的政治任务，出于政绩考虑，这些活动往往带有半强制性的措施。

## 统计数字
下面所列的是官方公布的灾情数据。实际死亡人数可能远不止这个数字。
- 广东：受灾741万人，死亡106人，失踪77人。据乐昌当地民众反映，仅乐昌实际死亡人数超过3000人以上，洪水退后，许多村庄被夷为平地，遇难者尸体随处可见。
- 湖南：7月21日公布的数字顯示，全省共有6个市、33个县（市、区）、729万人受灾，洪水中紧急转移80多万人。全省有12万多人一度被洪水围困。死亡346人，另有89人失踪；其中受灾最严重的郴州资兴市死亡197人，失踪69人。